# Joseph Pearman
Pour les articles homonymes, voir Pearman.
Joseph Bernard « Joe » Pearman (né le 8 mai 1892 à Manhattan et mort le 30 mai 1962) est un athlète américain spécialiste du 10 kilomètres marche. Affilié au New York Athletic Club, il mesurait 1,88 m

## Biographie
Il devient à la suite de sa carrière le directeur de The Winged Foot, le journal du New York Athletic Club.

### Palmarès
| Date | Compétition           | Lieu   | Résultat | Performance   |
| ---- | --------------------- | ------ | -------- | ------------- |
| 1920 | Jeux olympiques d'été | Anvers | 2e       | 49 min 49 s 8 |

### Records
| Épreuve              | Performance   | Lieu | Date |
| -------------------- | ------------- | ---- | ---- |
| 10 kilomètres marche | 47 min 30 s 0 |      | 1920 |